# Шербанешти (Појенариј де Мусчел)
Шербанешти (рум. Șerbănești) насеље је у Румунији у округу Арђеш у општини Појенариј де Мусчел. Oпштина се налази на надморској висини од 645 m.

## Становништво
Према подацима из 2002. године у насељу је живело 47 становника, од којих су сви румунске националности.